# Botamochi

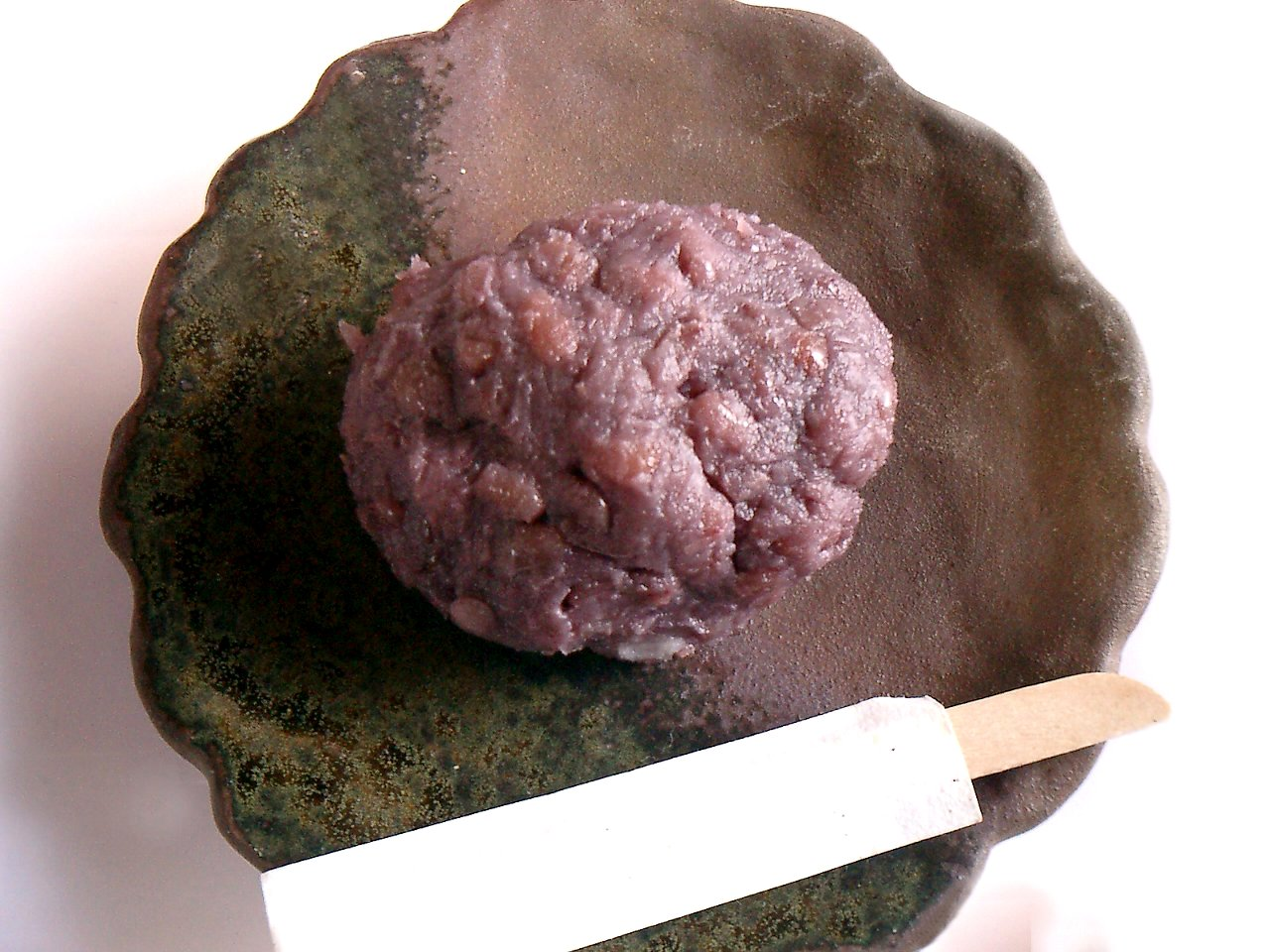
Botamochi

Botamochi (Japans: ぼたもち of 牡丹餅) is een Japans gerecht dat voornamelijk in de lente wordt gegeten en gemaakt wordt van gezoete azukibonen en zoete rijst. De rijst wordt ongeveer zes uur geweekt en daarna gekookt. Van het product dat daarna ontstaat wordt rijstcake gemaakt, welke mochi wordt genoemd. Van de mochi worden ballen gevormd waarna de verdikte anko (rode azukibonen-pasta) er met de hand omheen wordt gevouwen. Botamochi is een type wagashi (Japanse lekkernij) en wordt vaak geserveerd met matcha (groene thee). Binnen de wagashi valt de botamochi onder de namagashi, welke een vochtgehalte van 30% of meer hebben.

## Variaties
Een vrijwel identiek gerecht, ohagi (おはぎ of 御萩), maakt gebruik van anko met een andere textuur, maar is tegenwoordig voor de rest vrijwel hetzelfde. Ohagi wordt voornamelijk in de herfst gegeten.
Het gerecht kent afhankelijk van het seizoen verschillende namen:
- Lente : Botamochi (ぼたもち of 牡丹餅), deze naam is afgeleid van de Botan (牡丹, Paeonia japonica) die gedurende de lente bloeit.
- Zomer : Yofune (夜船).
- Herfst : Ohagi (おはぎ of 御萩), deze naam is afgeleid van de Hagi (萩, Lespedeza japonica) die gedurende de herfst bloeit.
- Winter : Hokuso (北窓).

Er bestaan ook een aantal variaties op Botamochi, deze zijn:
- Omgedraaide Botamochi, zelfde ingrediënten, maar de anko wordt tot ballen gevormd waarna de rijst er met de hand omheen wordt gevouwen.
- Kinako Botamochi, Omgedraaide Botamochi met een laagje Kinako (geroosterde sojameel).
- Goma Botamochi, Omgedraaide Botamochi met een laagje Goma (geroosterd zwart sesamzaad).

Botamochi is de moderne naam voor het gerecht "Kaimochi (かいもち) dat genoemd wordt in de verhalenbundel Ujishui Monogatari (宇治拾遺物語) uit de Heianperiode.